# Provincia de Uusimaa
La provincia de Uusimaa (en finés: Uudenmaan lääni, en sueco: Nylands län) fue una provincia del Imperio sueco desde la Edad Media hasta 1809, y provincia de Finlandia desde 1831 hasta 1997. La traducción del nombre sería "tierra nueva". Uusimaa (Nyland) se incluyó también entre las provincias históricas suecas.
Está delimitada por Finlandia Propia, Carelia y Tavastia.

## Historia

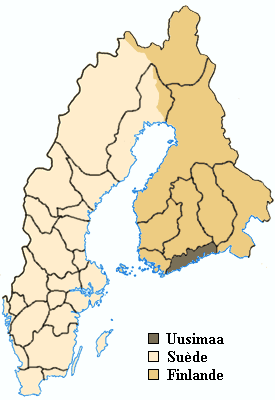
Uusimaa como provincia de Suecia.

La provincia de Uusima en 1917.

Junto con el resto de Finlandia meridional y occidental, Uusimaa fue gobernada por el Reino de Suecia a partir del siglo XII o XIII. La costa de Uusimaa había estado antes desierta, pero pronto fue poblada por colonos suecos.
Todas las provincias de Finlandia fueron cedidas a Rusia en septiembre de 1809, después de la guerra finlandesa de 1808-1809. Fue recreada en 1831, cuando la provincia de Nyland y Tavastehus se dividió en las de Tavastia y de Uusimaa.
En 1997 se fusionó con la provincia de Kymi y partes del sur de la provincia de Tavastia para formar la nueva provincia de Finlandia Meridional. En 2010 se abolieron las provincias administrativas y Uusima se dividió entre dos nuevas regiones de Finlandia, Uusimaa y Uusimaa Oriental. Sin embargo, este acuerdo duró solo un año, y en 2011 Uusimaa Oriental se fusionó con Uusimaa, que ahora forma una sola unidad administrativa una vez más.

## Municipios en 1997

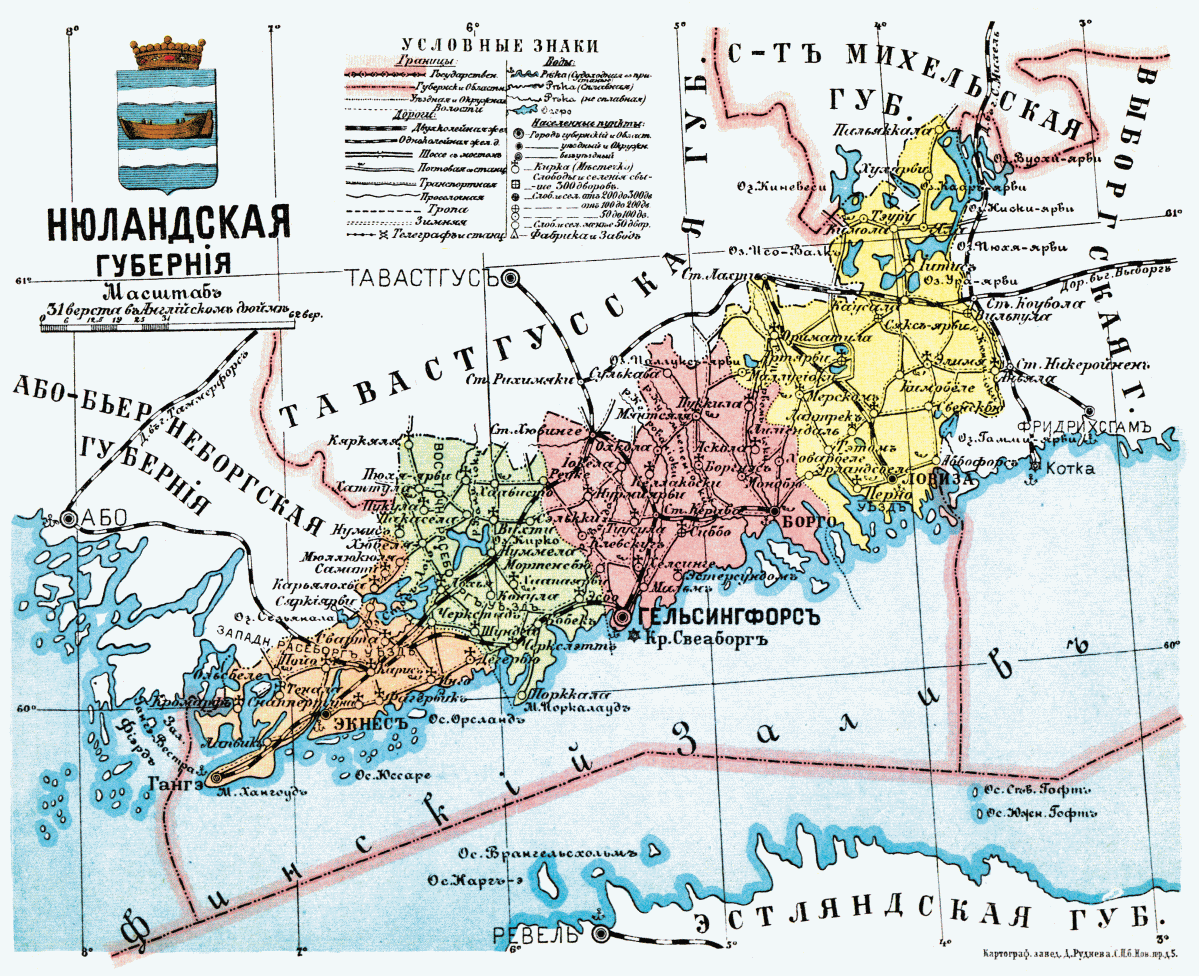
La gobernación de Nyland en el Imperio ruso, 1913.

Nota: ciudades en negrita
|  | - Artjärvi - Askola - Ekenäs - Espoo - Hanko - Helsinki - Hyvinkää - Ingå - Järvenpää | - Karis - Karjalohja - Karkkila - Kauniainen - Kerava - Kirkkonummi - Lapinjärvi - Liljendal - Lohja | - Loviisa - Myrskylä - Mäntsälä - Nummi-Pusula - Nurmijärvi - Orimattila - Pernå - Pohja - Pornainen | - Porvoo - Pukkila - Ruotsinpyhtää - Sammatti - Sipoo - Siuntio - Tuusula - Vantaa - Vihti |

## Municipios anteriores
Desmantelados antes de 1997
|  | - Degerby - Haaga - Huopalahti - Hyvinkään mlk - Karis lk - Kulosaari | - Oulunkylä - Lohjan kunta - Nummi - Pusula - Pyhäjärvi Ul - Tenala |

## Gobernadores
- Johan Ulrik Sebastian Gripenberg (1831)
- Gustaf Magnus Armfelt (1832-1847)
- Johan Mauritz Nordenstam (1847-1858)
- Samuel Henrik Antell (1858-1862)
- Vladimir Alfons Walleen (1862-1869)
- Theodor Thilén (1869-1873)
- Georg von Alfthan (1873-1888)
- Victor Napoleón Procopé (1888)
- Hjalmar Georg Palin (1888-1897)
- Kasten de Pont (1897-1900)
- Mikhail Nikiforovitsh Kaigorodoff (1901-1905)
- Anatol Anatolievitsch Rheinbott (1905)
- Alexander Lvovsky (1905-1906)
- Max Theodor Alfthan (1906-1910)
- Eugraf Nyman (1910-1917)
- Bernhard Otto Widnäs (1913-1917)
- Bruno Jalander (1917-1932)
- Ilmari Helenius (1932-1944)
- Armas-Eino Martola (1944-1946)
- Väinö Meltti (1946-1964)
- Reino Lehto (1964-1966)
- Kaarlo Pitsinki (1966-1982)
- Jacob Söderman (1982-1989)
- Eva-Riitta Siitonen (1990-1996)
- Pekka Silventoinen (1996-1997)

## Heráldica
Las armas de Uusimaa se otorgaron en el entierro de Gustavo I de Suecia en 1560. Las armas están coronadas por una corona de conde, aunque, según la tradición finlandesa, se parece más a una corona de barón sueco. Blasón: "De azur, entre dos barras onduladas de argén, un bote con timón de oro".

Escudo de la provincia histórica de Uusimaa
Escudo de la provincia de Uusimaa

- Datos: Q1372937
- Multimedia: Nyland Governorate / Q1372937